# Tops (banda)
Tops (estilizado en mayúsculas como TOPS) es una banda canadiense de indie rock originaria de Montreal, Quebec, compuesta actualmente por Jane Penny, David Carriere, Riley Fleck y Marta Cikojevic. Se formó en 2011 tras la disolución del grupo de synthpop Silly Kissers, del cual Carriere, Penny y Gillies eran miembros, junto con el artista de Arbutus Records Sean Nicholas Savage. TOPS es prominente en los círculos de Arbutus Records y en la escena de música indie canadiense. Su álbum debut, Tender Opposites, fue lanzado el 28 de febrero de 2012 en Canadá y los Estados Unidos, y el 1 de octubre de 2012 en el resto del mundo, con críticas generalmente positivas. El álbum fue nombrado el octavo mejor álbum de 2012 por Gorilla vs. Bear. Su segundo álbum de estudio, Picture You Staring, fue lanzado en 2014 a través de Arbutus Records y contó con ilustraciones de la artista con sede en Los Ángeles Jessica Dean Harrison.

## Historia
TOPS fue fundada en 2011 por los amigos de la infancia Jane Penny y David Carriere de Edmonton, Alberta. Penny y Carriere conocieron al baterista Riley Fleck en La Brique, el lugar de ensayo donde practicaban para los conciertos con su antigua banda, Silly Kissers, junto con Sean Nicholas Savage.
En 2012, TOPS lanzó su álbum debut, Tender Opposites, que recibió elogios por su enfoque nostálgico pero refrescante de la música pop. El álbum incluye al exbajista Thom Gillies.
El grupo siguió con el lanzamiento de Picture You Staring en 2014, consolidando aún más su reputación por crear canciones pegadizas con instrumentación intrincada y la emotiva voz de Penny.
Marta Cikojevic se unió como tecladista en 2017.

## Discografía

### Álbumes de estudio
- 2012: Tender Opposites (Arbutus Records / Atelier Ciseaux)
- 2014: Picture You Staring (Arbutus Records)
- 2017: Sugar at the Gate (Arbutus Records)
- 2020: I Feel Alive (Musique TOPS)

### Sencillos y EPs
- 2012: "Diamond Look" / "Easy Friends" (Arbutus Records / Atelier Ciseaux)
- 2014: "Change of Heart" / "Sleeptalker" (Arbutus Records)
- 2015: "Anything" (Arbutus Records)
- 2015: "The Hollow Sound of the Morning Chimes" (Arbutus Records)
- 2019: "Echo of Dawn" / "Seven Minutes" (Musique TOPS)
- 2022: "Empty Seats" (Musique TOPS)

### Videos
| Año  | Video                   | Director                    | Enlace  |
| ---- | ----------------------- | --------------------------- | ------- |
| 2022 | "Janet Planet"          | Anthony Martino Maurice     | YouTube |
| 2020 | "Colder & Closer"       | Mashie Alam                 | YouTube |
| 2020 | "I Feel Alive"          | Mashie Alam                 | YouTube |
| 2019 | "Topless"               | Jane Penny                  | YouTube |
| 2017 | "Marigold & Gray"       | Laura-Lynn Petrick          | YouTube |
| 2017 | "Further"               | Jane Penny                  | YouTube |
| 2017 | "Petals"                | Jane Penny                  | YouTube |
| 2015 | "Anything"              | Tommy Keith                 | YouTube |
| 2015 | "Sleeptalker"           | Sadie Holliday              | YouTube |
| 2015 | "Driverless Passenger"  | Jason Harvey                | YouTube |
| 2014 | "Outside"               | Fantavious Fritz            | YouTube |
| 2014 | "Way To Be Loved"       | Fantavious Fritz            | YouTube |
| 2014 | "Change of Heart"       | David Carriere & Jane Penny | YouTube |
| 2012 | "Turn Your Love Around" | Graham Foy                  | YouTube |
| 2012 | "Double Vision"         | David Carriere              | YouTube |
| 2012 | "Diamond Look"          | Marilis Cardinal            | Vimeo   |
| 2012 | "Rings Of Saturn"       | Jasper Baydala              | YouTube |

## Miembros de la banda
Miembros actuales
- Jane Penny (voz, teclado) (2011–presente)
- David Carriere (guitarra) (2011–presente)
- Riley Fleck (batería) (2011–presente)
- Marta Cikojevic (teclado, coros) (2017–presente)